# Lot e le figlie (Guercino Escorial)
Lot e le figlie è un dipinto a olio su tela (175 × 190 cm) di Giovanni Francesco Barbieri, detto il Guercino, databile al 1617 e conservato presso il Monastero dell'Escorial.

## Storia
Quest'opera, con Susanna e i vecchioni (Museo del Prado), al Ritorno del figliol prodigo (Galleria Sabauda) fa parte del gruppo di dipinti eseguiti dal Guercino per il cardinale Alessandro Ludovisi, arcivescovo di Bologna e futuro papa Gregorio XV. Carlo Cesare Malvasia nella Felsina Pittrice non lo cita, mentre cita Susanna e i vecchioni, il Ritorno del figliol prodigo e San Pietro resuscita Tabita (Palazzo Pitti): «Fù chiamato dall'eminentissimo Sig. Cardinale Ludovisio di Bologna, che fu poi Gregorio XV, e per lui fece diversi quadri cioè: Un S. Pietro che resuscita una fanciulla [...] Una Susanna... Un figliol prodigo, che furono opre maggiori dell'aspettatione del medesimo Sig. Cardinale.» Tuttavia, nelle sue note manoscritte, Malvasia menziona invece Susanna e i vecchioni, Lot e le figlie e Il figliol prodigo, omettendo il San Pietro. Secondo Denis Mahon i tre dipinti commissionati dal cardinale Ludovisi sono: Lot e le figlie, Susanna e i vecchioni e il Ritorno del figliol prodigo, eseguiti nel 1617, a cui seguì il viaggio a Venezia avvenuto nei primi mesi del 1618; dopo il ritorno a Bologna, eseguì il San Pietro resuscitaTabita
I tre dipinti eseguiti nel 1617 furono sottoposti al giudizio di Ludovico Carracci, all’epoca il pittore più autorevole di Bologna, affinché ne fornisse una valutazione estetica e una stima monetaria. Conosciamo il parere di Ludovico grazie a due lettere da lui indirizzate a Carlo Ferrante, datate 19 e 25 luglio 1617. Entrambe furono pubblicate da Giovanni Bottari (1689-1775), nella sua monumentale opera in sette volumi Raccolta di lettere sulla pittura, scultura ed architettura, pubblicata fra il 1754 e il 1773. Nella prima lettera, datata 19 luglio 1617, si legge: «è pur gionto un ms Gio Francesco da Cento e qua per fare certi quadri al S.or Cardinale arcivescovo e si porta eroicamente». Nella seconda, del 25 luglio 1617, Carracci afferma: «Quà vi è un giovane di patria Cento, che dipinge con somma felicità d'invenzione. È gran disegnatore, e felicissimo coloritore: è mostro di natura, e miracolo da far stupire chi vede le sue opere. Non dico nulla: ei fa rimaner stupidi li primi pittori: basta, il vedrà al suo ritorno». Lot e le figlie, insieme a Susanna e i vecchioni, era presente nell’inventario della collezione Ludovisi redatto nel 1623, alla morte di Gregorio XV. Ed erano presenti anche nell'inventario redatto nel 1633, alla morte del Cardinale Ludovico Ludovisi. Passò poi per via ereditaria al nipote Ludovico e quindi al principe Niccolò I, che donò sia Susanna e i vecchioni che Lot e le figlie a Filippo IV di Spagna. Il dipinto con Susanna e i vecchioni fu mandato a Madrid nel 1814, mentre il dipinto in oggetto rimase al'Escorial, dove tuttora si trova.

## Descrizione e stile
Nel dipinto, Lot è raffigurato seduto su un masso, coperto da un ampio drappo giallo che lascia scoperto il torso nudo. È assistito dalle due figlie: una di loro, in piedi sulla sinistra, gli porge un bicchiere e sembra aiutarlo a bere; l'altra, seduta sulle ginocchia in primo piano, lo sostiene delicatamente e guarda il padre con un'espressione partecipe. Accanto alla giovane inginocchiata è collocata una grande anfora d'argento. Sullo sfondo si intravedono le città in fiamme (probabilmente Sodoma e Gomorra) mentre in prossimità del sentiero compare una piccola figura femminile: si tratta della moglie di Lot, trasformata in statua di sale per essersi voltata a guardare la distruzione della città, come narrato nella Genesi (19,26). La scena è ambientata all’aperto, davanti a un albero spoglio che si staglia contro un cielo cupo.
Nel dipinto, Guercino dà avvio a un nuovo corso nella sua pittura, segnato da una narrazione più concitata e dinamica. Come ha osservato David Stone, la composizione è animata da una tensione interna costante: i gesti rapidi dei personaggi, i drappeggi agitati, gli sguardi e il ritmo generale dell’impianto sembrano costruire un cerchio drammatico che riflette simbolicamente l’ebbrezza del protagonista. La scena appare colta in un momento di sospensione e carica espressiva, come se le figure stessero per compiere un’azione imminente.
Dal punto di vista stilistico, l’opera rivela una fusione di elementi tratti dalla pittura di Ludovico Carracci e di Scarsellino, cui si aggiunge un marcato naturalismo, del tutto personale, che caratterizza la produzione del Guercino in questa fase. Secondo Mahon, è proprio in questo periodo che il pittore comincia a distaccarsi dai modelli ferraresi per sviluppare una cifra espressiva più autonoma, diretta e aderente alla realtà. Mahon riconosce anche una certa affinità con la pittura di Carlo Bononi, ma ne esclude un’influenza diretta: Lot e le figlie, osserva, precede cronologicamente i principali dipinti bononiani di analogo impianto compositivo e, pur nella somiglianza, le due esperienze si svilupparono su piani distinti. Come scrive lo stesso Mahon, «per quanto riguarda Carlo Bononi (1569–1632), tutte le notizie attualmente a nostra disposizione tendono a mostrare che quegli aspetti della sua arte che sembrano avere analogie con quella del Guercino non precedettero quest’ultimo.»
Basandosi sulle parole riportate dall’arciprete Girolamo Baruffaldi («Qualora trovavasi in Ferrara il celebre cav. Barbieri, detto il Guercino di Cento, celebre pittore della sua età, e portavasi nella chiesa di Santa Maria in Vado, contemplando le pitture lasciate dal Bononi, espandevasi in atti di ammirazione sovragrandi e non sapea partirsene» e ancora «non potea frenar le lagrime in segno di ammirazione e di giubilo»), Vittorio Sgarbi considera invece evidente il debito di Guercino nei confronti di Bononi. In particolare, sottolinea l’affinità tra Lot e le figlie e alcune opere ferraresi, come l’Incoronazione della Vergine di Santa Maria in Vado e l’Annunciazione della chiesa parrocchiale di Gualtieri, databile al 1611. Per Sgarbi, queste somiglianze stilistiche e cronologiche costituirebbero la prova di una profonda sintonia tra i due artisti, tanto da fare di Bononi un naturale trait d'union tra Ludovico Carracci e Guercino, specialmente in opere coeve come il San Sebastiano soccorso da due angeli (Cambridge, Fitzwilliam Museum).